# San Pietro di Morubio
San Pietro di Morubio (San Piéro de Morùbio in veneto) è un comune italiano di 3 101 abitanti della provincia di Verona in Veneto.

## Geografia fisica
San Pietro di Morubio dista circa 32 chilometri da Verona, è nella parte sud est della provincia e sorge a 19 m s.l.m.
Il territorio comunale comprende due centri urbani (Capoluogo e la frazione Bonavicina-Borgo) e al di fuori di questi due numerose località (Casalino, Farfusola, Martella, Muri, Onni, Pioppazza, Ramedello)

## Origini del nome
La località di San Pietro di Morubio era anticamente una contrada dipendente da Roverchiara da cui si staccò durante l'epoca dei comuni. Nel corso dei tempi venne indicata con diversi nomi: "Moruiolo", "Marubio", "Morugio", "Morugiolo"; più tardi prese il nome da un corso d'acqua che scorreva ai suoi confini la "Fossa Sancti Petri", la Fossa di S. Pietro (forse l'attuale Nichesola).
Ci sono attualmente due ipotesi sull'origine del nome: la prima fa ricorrere l'origine della parola Morubio alla casata dei nobili Rubiani; la seconda fa derivare il nome del paese dall'albero del gelso (in dialetto veronese moraro).

## Storia
Solo dopo il 1200 si hanno notizie certe sugli abitati di San Pietro di Morubio e Bonavicina.
I due centri tra il XIII secolo e il XVIII secolo, vennero retti da casate nobiliari di prestigio come i Dal Verme, originari di Sanguinetto, dei Loredan, dei Brolio, degli Emilei e dei Franco infatti presero residenza tra Malavicina e Borgo, i Troiani-Alcenago, i Dionisi, i Verità, i Guastaverza e i Rubiani a San Pietro di Morubio. Nel corso del Seicento le nostre contrade arrivarono a uno sviluppo economico, soprattutto in agricoltura, di rilievo: vennero dissodati parecchi terreni dagli acquitrini e l'acqua incanalata in corsi confluenti in altri più grandi. Si iniziarono a coltivare il riso, il grano e la frutta. Tuttavia la povertà in quei tempi era grande; e per questo sorsero varie confraternite di carità: a Borgo quella del S.S. Corporis Christi e altrove le conferenze di S. Vincenzo. I proprietari terrieri dell'epoca, tra i quali gli Emilei, i Pasti, i Guarienti, i Guastaverza ammordenarono le fattorie e dedicarono ampi spazi alla coltivazione di ortaggi e frutteti. Talune contrade, ancor oggi, vengono chiamate Orti e Bel Brolo Intanto il processo di innovazione proseguì: durante il XIX secolo apparvero nuove colture come la barbabietola da zucchero e il ricino. A San Pietro di Morubio e a Bonavicina sorsero oleifici e tabacchifici per la lavorazione del tabacco che si diffuse pian piano nella zona. Gli imprenditori all'avanguardia in questi settori furono i Gobetti, i Pasti, i Mercati, i Pagliarini, i Menini, i Bottura, i Poli-Lia, i Beltrame ed altri ancora. Dopo l'unità dell'Italia (1866), a cominciare dalla fine dell'Ottocento e lungo la prima metà del XX secolo si assiste a un notevole sviluppo edilizio e industriale in Italia, a sua volta conseguenza di un sempre più forte urbanesimo. Nonostante ciò molti lavoratori faticavano a trovare occupazione, per cui molte persone emigravano all'estero temporaneamente o stabilmente. Le mete erano il Brasile, l'Argentina, l'Australia, il Canada, la Germania, la Francia e la Svizzera. Tale flusso subì una pausa durante le due guerre mondiali. Poi dagli anni cinquanta del secolo XX, intere famiglie emigrarono nelle zone di Milano, Torino, Genova, Verona. Nel frattempo in questo territorio comunale, come a Bonavicina e Borgo, sorsero piccole e medie aziende artigiane per la lavorazione del mobile d'arte e del ferro battuto; e a San Pietro di Morubio un'industria di concimi naturali.

### Simboli

Gonfalone della città

La blasonatura ufficiale dello stemma di San Pietro di Morubio è la seguente:
La descrizione del gonfalone è la seguente:
Lo stemma e il gonfalone sono stati concessi con decreto del presidente della Repubblica del 6 ottobre 1953.

## Monumenti e luoghi d'interesse

### Architetture religiose
- Chiesa parrocchiale di San Pietro e Paolo apostoli - XVIII secolo. Iniziata nel 1789 e aperta al culto nel 1797 è in stile neoclassico e parte della costruzione risale alla precedente chiesa che era sita nello stesso luogo. L'altare è in stile tardobarocco recuperato anch'esso dalla vecchia chiesa. ai lati del presbiterio sono presenti due tele raffiguranti S. Eurosia e S. Lorenzo datate 1800. Sono anche presenti due statue raffiguranti la Madonna del Sacro Cuore. Gli altari laterali sono dedicati a san Giuseppe e san Gaetano (dal nome dei santi delle due statue che li sovrastano). Dietro l'altare è presente un organo opera dell'organaro Domenico Farinati del 1926. La chiesa presenta sul lato sinistro un battistero risalente alla prima parte dell'Ottocento. Il campanile (finito nel 1815) è alto 38 metri. Dal 02/06/2013 al 09/06/2013 è stata presente presso questa chiesa la Madonna Pellegrina di Fatima e le reliquie dei santi Giacinta e Francesco.
- Chiesa parrocchiale di Bonavicina (San Filippo e San Giacomo) - XVIII secolo. La chiesa è stata costruita intorno al 1761 e consacrata nel 1765. È in stile rococò. Al suo interno, è presente un altare dedicato a san Luigi Gonzaga e uno che rappresenta S. Giovanni battista che battezza Gesù. Nell'abside sono presenti due tele che rappresentano i santi patroni (S. Filippo e S. Giacomo). Alle spalle dell'altare maggiore compare l'organo ottocentesco. Ha subito il suo ultimo restauro nel corso del 2008.
- Chiesa di Santa Caterina al Borgo - XI secolo. La piccola chiesa di Borgo (XV secolo, parrocchia dal 1526), conserva opere d'arte di importante valore artistico. Appena si entra, sulla sinistra è presente una ruota in legno: strumento del martirio di santa Caterina d'Alessandria alla quale il tempio è dedicato. Sul lato sinistro vi è un altare barocco e sopra questo un dipinto che rappresenta Sant'Antonio di Padova e san Bartolomeo (1731). Sull'altare laterale di destra, c'e una tela che illustra la Resurrezione di Cristo. Una pala, sopra l'altare maggiore mostra Santa Caterina di Alessandria (dipinta tra 1400 e il 1500). Inoltre la chiesa è dotata di una sacrestia dove un autore ignoto del Seicento ha dipinto San Carlo Borromeo.

### Ville
- Villa Gobetti - XVIII secolo. La villa rimane pressoché uguale a come nel passato era stata ideata con annesso giardino, parco, casa del cocchiere e colombaia. Ha subito un notevole restauro, con la modifica di qualche particolare attorno al 1890. Nel centro del giardino è presente una vasca-fontana ancora funzionante.
- Villa Guastaverza-Bottura - XVIII secolo. La villa si presenta oggi nella sua aggraziata veste settecentesca, stile neoclassico, tipica delle ville venete. Gli esterni riflettono quella che è la tradizionale disposizione della pianta della villa e la composizione degli interni, con salone passante centrale, affiancato da diversi vani laterali, sia al piano terra che al piano superiore detto anche piano nobile.
- Corte dominicale Verità - XVII secolo.

### Altri luoghi di interesse storico o naturalistico
- Torre quattrocentesca - XV secolo. Sulla sommità della torre è impressa una data: 1493, si presume sia la data della sua costruzione. Questa struttura non presenta particolari artistici di rilievo ma rappresenta un delle parti rimaste di un antico castello-fortezza.
- Giardino Botanico "Terradura La Morarona". Nel giardino sono presenti piante di specie, ed alcuni generi di cultivar, interessanti per i fiori, il fogliame o il portamento, quali le peonie, le rose antiche, ecc. Vi sono le serre con piante tropicali, in moltissime varietà, molto rare ed interessanti, quali i pelargoni sudafricani, l'albero del fuoco (Flamboian), la ceiba, le mimose sensitive, l'Amorphophallum giganteum, e moltissimi ancora. Nell'Orchideario sono presenti quasi tutti i generi, con meravigliose fioriture tutto l'anno. Collezioni importanti sono le salvie sudamericane, con 41 varietà, le ortensie giapponesi, con 59 varietà, le rose antiche, i pelargoni, i cactus, le succulente, i Cotinus, ecc.

## Società

### Evoluzione demografica
Abitanti censiti

## Cultura

### Eventi
- Carnevale Morubiano - Maschera: "El sior del Dugal. Tra febbraio-marzo.
- Sagra "dei Tre Campanili" - Bonavicina. Week-end della seconda domenica di luglio.
- Sagra e fiera di S.Gaetano. Attorno alla prima domenica di agosto
- Sagra di Bonavicina. Week-end della quarta domenica di ottobre

## Economia
L'economia è prevalentemente agricola.
È sviluppato anche l'allevamento di bovini da carne e di quello avicolo condotto con sistemi tecnologici moderni.
Negli ultimi decenni del XX secolo, appena trascorso, ha avuto incremento l'artigianato del mobile d'arte, soprattutto nella frazione di Bonavicina, più vicina ai centri di Bovolone e Cerea, trainanti tale attività nella Bassa veronese.
Inoltre è sviluppata la produzione di olio, ricavato dalla soia e dal girasole, due colture tipiche della zona.
Con la costruzione della superstrada SS434 "Transpolesana" è sorta un'importante zona industriale con attività economiche di vario genere che si è aggiunta alla vecchia zona artigianale in località Martella dove sorge un'importante azienda che produce concimi.
- Inoltre appartiene all'area di produzione del riso Nano Vialone Veronese che viene coltivato su terreni della pianura veronese irrigati con acqua di risorgiva.

## Amministrazione
| Periodo       | Periodo       | Primo cittadino     | Partito                                          | Carica                  | Note                     |
| ------------- | ------------- | ------------------- | ------------------------------------------------ | ----------------------- | ------------------------ |
| giugno 1985   | luglio 1990   | Giovanni Scercovini | Democrazia Cristiana                             | Sindaco                 | [ 9 ]                    |
| luglio 1990   | novembre 1990 | Osvaldo Cagliari    | Democrazia Cristiana                             | Sindaco                 | Decadenza                |
| novembre 1990 | dicembre 1990 | Gabriele Marra      |                                                  | Commissario prefettizio | [ 11 ]                   |
| dicembre 1990 | agosto 1991   | Mario Faccioni      | indipendente                                     | Sindaco                 | Dimissioni del Consiglio |
| agosto 1991   | dicembre 1991 | Gerardino Mattia    |                                                  | Commissario prefettizio | [ 13 ] [ 14 ]            |
| dicembre 1991 | luglio 1996   | Mario Faccioni      | Partito Popolare Italiano - Democrazia Cristiana | Sindaco                 | Decesso                  |
| luglio 1996   | novembre 1996 | Giuliano Bronzato   | Partito Popolare Italiano                        | Sindaco                 | [ 16 ]                   |
| novembre 1996 | maggio 2001   | Gastone Vinerbini   | Lista civica                                     | Sindaco                 | [ 17 ]                   |
| maggio 2001   | maggio 2006   | Gastone Vinerbini   | Lista civica                                     | Sindaco                 | [ 18 ]                   |
| maggio 2006   | maggio 2011   | Giorgio Malaspina   | Lista civica                                     | Sindaco                 | [ 19 ]                   |
| maggio 2011   | maggio 2015   | Giorgio Malaspina   | Lista civica "L'Iride"                           | Sindaco                 | [ 20 ]                   |
| giugno 2016   | ottobre 2021  | Corrado Vincenzi    | Lista civica di "L'Iride"                        | Sindaco                 | [ 21 ]                   |
| ottobre 2021  | in carica     | Corrado Vincenzi    | Lista civica di centrodestra "L'Iride"           | Sindaco                 |                          |